# Sybreed
Sybreed — швейцарская индастриал/грув-метал группа из Женевы, основанная в 2003 году.

## История группы
Группа была создана в 2003 году вокалистом Бенджамином Номинетом и гитаристом Томасом Бетрисеем. Спустя два месяца к ним присоединились барабанщик Alex и басист Burn. Вчетвером они стали активно сочинять и записывать свою музыку, благодаря чему уже в 2004 году увидело свет их первое совместное творение — альбом Slave Design. Альбом получился удачным, в течение последующих двух лет группа вовсю гастролировала по США и Европе.
После этого группа стала давать концерты в поддержку нового альбома по всей Америке. Затем продолжила выступать в Европе.
После завершения тура в поддержку первого альбома группу покинул ударник Alex из-за личных и творческих причин, поэтому для записи их второго альбома, получившего название Antares и выпущенного на французском лейбле Listenable Records в 2007 году, был приглашён барабанщик Дирк Вербюрен — участник таких групп как Soilwork и Scarve. Сразу после записи альбома группа нашла нового барабанщика — Кевина Чойрала.
В поддержку релиза Sybreed отыграли в качестве поддержки для Pain на нескольких концертах. В апреле 2008 года группа приняла участие в Европейском туре Samael, финальным аккордом которого стал фестиваль Metal Camp в Словении.
29 июня 2009 года официальном сайте группы появилась информация о том, что музыкальный коллектив покинул басист Burn. Как раз в это время группа собиралась в концертный тур по США, и поэтому в качестве сессионного басиста к группе присоединился Эктор Гонсалес, участник группы Flatline.
Сразу после американского тура, 31 августа, на официальном сайте была размещена информация о том, что новым басистом стал Стефан Гранд. И он принял участие в третьем полноформатном альбоме группы, вышедшем 19 ноября под названием The Pulse of Awakening.
22-го и 23-го мая 2010 года группа в рамках тура побывала с совместными с группой Dagoba концертами в Санкт-Петербурге и в Москве.
9 октября 2011 года начался первый тур группы по Австралии, который продлится и в 2012. В этом же году из Sybreed уходит бас-гитарист Стефан Гранд, но перед началом австралийского тура ему была найдена замена в лице Алеса. 12 декабря Sybreed начинают запись нового полноформатного альбома, который получил название «God is an Automaton».
29 октября 2013 года группу покидает её основатель Бенджамин Номинет, ссылаясь на личные причины. Об этом сказано на официальном сайте.
Это заставило группу отказаться от совместного тура с группой Soilwork. Участники группы решили не искать замену Бенджамину и уйти в бессрочный отпуск.
9 июля 2014 года группа Sybreed официально прекратила свое существование.

## Участники группы

### Последний состав
- Томас 'Drop' Бетрисей — гитара, программинг (2003-2014)
- Алес Кампанелли — бас-гитара (2011-2014)
- Кевин Чойрал — ударные (2007-2014)

### Бывшие
- Алекс Анксионна — ударные (2003-2006)
- Дирк Вербюрен — сессионный барабанщик на Antares
- Луис 'Burn' Да Сильва Круз — бас-гитара (2003-2009)
- Стефан Гранд — бас-гитара (2009-2011)
- Бенджамин 'Ben' Номинет — вокал (2003-2013)

## Дискография

### Полноформатные альбомы
- Slave Design (2004)
- Antares (2007)
- The Pulse Of Awakening (2009)
- God Is An Automaton (2012)

### EP
- 3 Songs Promo (2003)
- Emma-0 (2007)
- A.E.O.N. (2009)
- Challenger (2011)

## Дополнительные факты
- У группы имеется всего одно гитарное соло, в песне Destruction And Bliss.
- Томас «Drop» Бетрисей также занимается созданием ремиксов на различные группы.
- Сами музыканты характеризуют свой стиль как Death Wave (волна смерти)
- Sybreed — это сокращение от Synthetic Breed, возможно, вызванное более ранним появлением группы с этим названием.
- Бывший ударник Sybreed Алекс Анксионна теперь играет в группе Breach the Void.
- После распада группы Томас 'Drop' Бетрисей, Кевин Чойрал и Алес Кампанелли создали музыкальный коллектив Obsydians.
- Первоначально группа называлась Rain, однако в 2004 году сменила название на Sybreed. До переименования существовал альбом The Bioactive EP, но впоследствии он был переделан и выпущен уже позже под названием Slave Design